# Jan Zawisza (inżynier)
Jan Zawisza (ur. 19 czerwca 1895, zm. 2 października 1981) – polski inżynier.

## Życiorys
Urodził się 19 czerwca 1895. Został mianowany na stopień podporucznika w korpusie oficerów taborowych ze starszeństwem z dniem 1 lipca 1925. W 1934 był oficerem rezerwowym 2 dywizjonu taborów i pozostawał wówczas w ewidencji Powiatowej Komendy Uzupełnień Warszawa Miasto III. Do 1939 jako inżynier uzbrojeniowiec pracował w Zakładach Amunicyjnych w Skarżysku. Po zajęciu miasta został aresztowany przez Niemców, był osadzony w więzieniu, później w obozie koncentracyjnym, po czym został przymusowo zatrudniony w tajnych zakładach wojskowych koło Groß-Rosen. Powrócił do Polski latem 1945.
Zmarł 2 października 1981. Został pochowany na cmentarzu Powązkowskim w Warszawie (kwatera K-2-23/24).
Był żonaty, miał córkę i syna Stanisława (zm. w 2010 wieku 74 lat), który był autorem wspomnień pt. Wojna oczami dziecka, wydanych w 2011 w ramach publikacji zatytułowanej Moje wojenne dzieciństwo.

## Odznaczenia
- Order Sztandaru Pracy II klasy (5 października 1951, za zasługi położone dla Narodu i Państwa w dziedzinie przemysłu)[9]
- Srebrny Krzyż Zasługi (28 listopada 1949, za zasługi w pracy zawodowej i społecznej)[10]